# Maurizio Balocchi
Maurizio Balocchi (Firenze, 24 novembre 1942 – Roma, 14 febbraio 2010) è stato un politico italiano.

## Biografia
Dopo aver conseguito la licenza media lavorò come computista commerciale, amministratore immobiliare e assicuratore. Parallelamente alla sua attività politica, Balocchi è stato fondatore e presidente dell'Associazione italiana degli amministratori di condominio.
Fondatore della Lega Nord in Liguria, nel 1988 si iscrisse alla Lega Nord diventando quattro anni dopo segretario amministrativo federale del partito.
Nel 1989 divenne consigliere comunale di Chiavari mentre l'anno seguente venne eletto consigliere provinciale di Genova, ricoprendo l'incarico di capogruppo del movimento leghista; nel frattempo però non aveva abbandonato il suo posto al consiglio comunale del paese di residenza, di cui divenne presidente nel 1994.
Dal 1993 al 2010, anno della sua morte, Balocchi ricopre l'incarico di Tesoriere della Lega Nord subentrando ad Alessandro Patelli, coinvolto nell'inchiesta Tangentopoli. Durante i diciassette anni di gestione del patrimonio fu costretto a fare fronte alla vicenda di Credieuronord, la banca della Lega fallita e dove migliaia di militanti e cittadini persero interamente il proprio capitale, e i villaggi in Croazia in cui Balocchi insieme al presidente federale della Lega di allora Stefano Stefani (poi assolto o archiviato) fu indagato senza però mai arrivare a sentenza a causa della sua morte. Balocchi gestì l'intero patrimonio della Lega in maniera autonoma senza essere mai affiancato da un comitato amministrativo o da altri membri di controllo; soltanto nel 2009 a causa dell'aggravarsi della sua malattia fu affiancato dal corregionale Francesco Belsito, come vice tesoriere della Lega che dopo la morte di Balocchi assunse l'incarico di Tesoriere.
Eletto deputato nazionale dal 1992 al 2001, è stato sottosegretario al Ministero dell'Interno nel secondo e nel terzo governo Berlusconi. Tornato a Montecitorio nel 2008 dopo una felice candidatura nella circoscrizione Liguria, al momento del decesso era sottosegretario alla semplificazione normativa del quarto governo guidato da Silvio Berlusconi. Nel 1994 è stato Segretario della Lega Nord alla Camera.
Muore il 14 febbraio 2010 al Policlinico Gemelli di Roma, all'età di 67 anni.

## Controversie
Nel 2012 il suo nome finisce nelle indagini di tre procure della Repubblica in relazione ai fondi neri elargiti dalla Lega Nord alla famiglia del segretario federale Umberto Bossi e dei suoi figli (soprattutto dopo il 2004 anno dell'ictus che colpi gravemente Bossi) nei diciassette anni in cui è stato tesoriere del partito. I PM parlano soprattutto di 20 milioni di lire consegnate presumibilmente in nero da Bossi a Balocchi per inserirli nelle casse della Lega Nord evitando che fossero registrati sfruttando l'incarico di tesoriere ricoperto da Balocchi. Nell'inchiesta risulta inoltre indagato il successore di Balocchi alla tesoreria e suo seguace politico Francesco Belsito.